# Biedrzychowice Dolne (przystanek kolejowy)
Biedrzychowice Dolne – zamknięty 1 lutego 1996 roku przystanek osobowy w Biedrzychowicach Dolnych na linii kolejowej nr 275 Wrocław Muchobór – Guben, w województwie lubuskim.